# Tiel

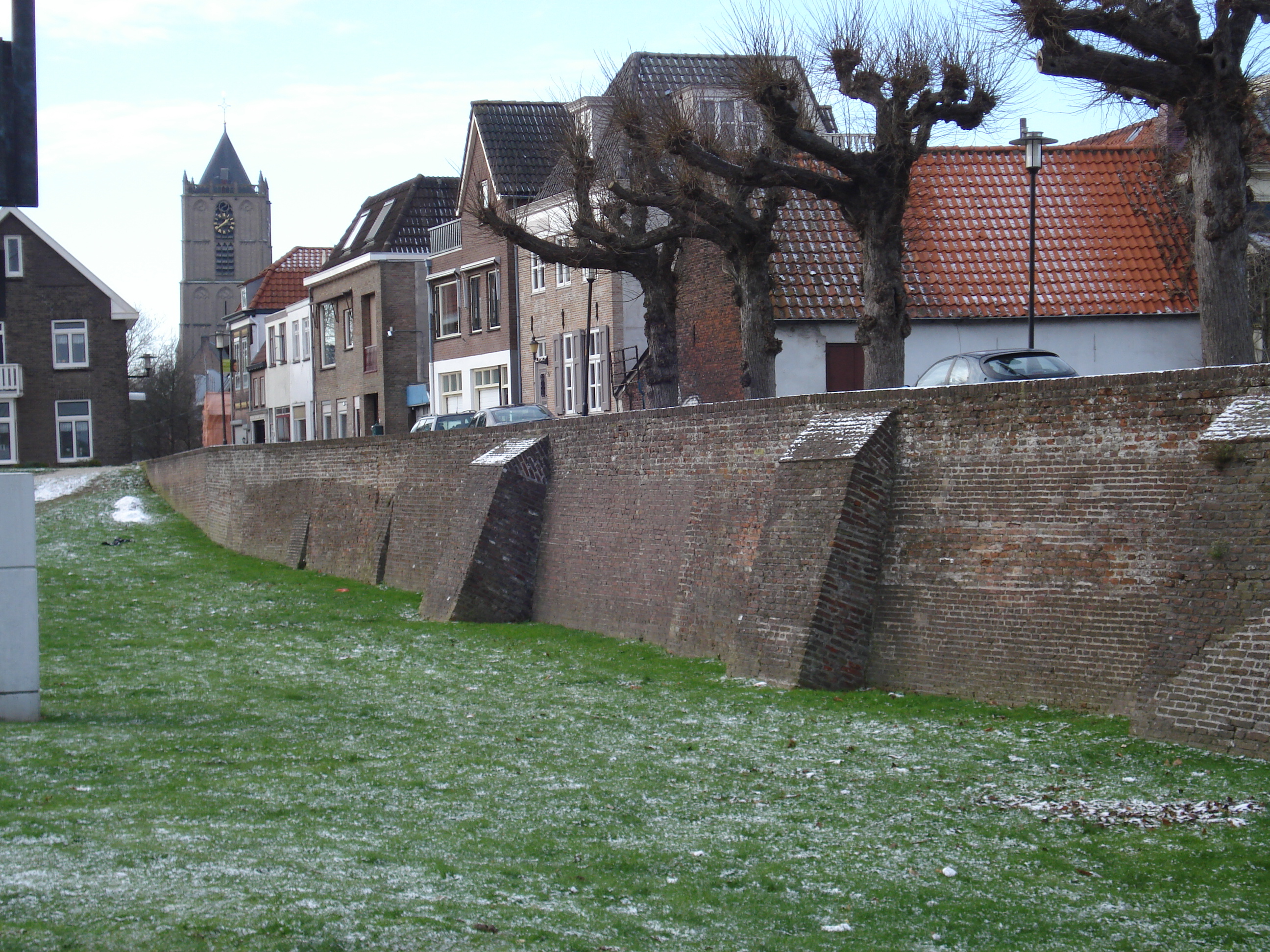
Stadsmuren i Tiel.

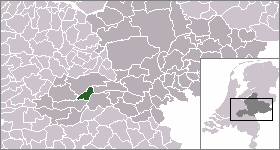
Tiels läge

Tiel är en kommun i provinsen Gelderland i Nederländerna. Kommunens totala area är 34,84 km² (där 2,54 km² är vatten) och invånarantalet är på 40 558 invånare (2005).